# 妻吹俊哉
妻吹 俊哉（つまぶき しゅんや、1976年2月11日 - ）は、茨城県伊奈町（現つくばみらい市）出身の日本の歌謡曲、ポップス歌手、タレント、パーソナリティー。株式会社徳間ジャパンコミュニケーションズ、株式会社ミュージック・オフィス合田所属。177cm、69kg、O型。

## 略歴・人物
- 高校在学中に劇団に入団、消防署などのイメージビデオなどに出演後、1992年　KinKi Kids、堂本光一の映画デビュー作『200X年・翔』に無表情な連中役として映画に初出演。その後、東放学園放送専門学校に入学、テレビ・舞台などの制作の勉強をする一方、胃腸薬、トイレなどのCMに出演した。

- 東放学園放送専門学校を卒業後に、地元茨城の結婚式場に就職するも、趣味でカラオケ大会などに出演。そのたび上位入賞を果たし、26歳の2002年、藤川準の芸名で「おとこ夢祭り」でキングレコードから歌手デビューを果たす。

- 2004年、社団法人（現・一般社団法人）日本歌手協会の最優秀新人賞ともいうべき奨励賞を受賞。その模様がテレビ東京「新春歌謡祭」で放送。SMAPの「世界に一つだけの花」を歌い、高視聴率を上げた。同時に所属事務所の先輩歌手らとのコンサート出演で実力を磨いた。事務所の先輩、園まりと同行し病床の作曲家・宮川泰を見舞った際、名曲「若いってすばらしい」のリリースを認められる。

- 宮川逝去の翌年、一周忌の記念作として2007年1月24日、徳間ジャパンコミュニケーションズより、芸名を現在の妻吹俊哉に変え、「若いってすばらしい/愛ひとつぶん」を発売。発売日からNHK「きらめき歌謡ライブ」などに出演、話題を呼んだ。しかしながらその後、ミッツ・マングローブが「若いってすばらしい」を競作発売したため、その影が薄れてしまった。

- カップリング曲「愛ひとつぶん」を、作曲者の合田道人がセルフ・カバー、伊藤咲子らのアルバムにも収録され、本人が歌う音源が徳間ジャパンから発売のアルバム「名曲名唱シリーズ　カラオケ大会愛唱歌～高得点がとれる歌BEST~」などに取り上げられ、カラオケ大会の隠れた定番曲に成長している。

- 2010年、BS Twellvチャンネルほか、全国14局ネットのテレビ歌番組「演歌・はやり歌」のアシスタント司会者としてレギュラー出演。その後続番組である「お好み歌謡館」のメイン司会者に昇格、2014年まで続行。その後の番組、「うたかた」のメイン司会を黒田アーサーと交代し、「妻吹俊哉の頑張り日記」のコーナーを持つ。日本歌手協会主催の「輝け！歌の祭典　紅白歌合戦」の白組司会、「夏の歌謡フェスティバル」などの司会者にも抜擢され、新時代の“歌ってしゃべれる逸材”と称される。各地のNHKが主催する「みんなで歌おう　うたごえ喫茶」などの公演にも準レギュラーとして出演する。

- 2011年、新曲「生まれ変わる朝」（作詞：相田毅、作曲：合田道人）を制作。レコーディング前々日、父親の故郷である宮城県石巻などを東日本大震災が襲う。親類縁者が行方不明の中、心痛を抱えながらのレコーディング。6月8日に発売され、翌週からCD売り上げチャート誌「オリジナル・コンフィデンス」総合チャートで63位。6月21日付の「オリコン　ディリーチャート」では総合23位、歌謡曲チャート3位を獲得、「サウンドスキャン・ジャパン」でも3位、「カウントダウンTV」総合チャート36位など軒並みヒットチャートをにぎわせる。NHK「日曜バラエティー」「歌の散歩道」、レギュラー番組「お好み歌謡館」などには出演し歌唱したものの、震災の自粛ムードで放送による歌唱頻度は激減した。

- 同時発売の「憧れのカーモネギーホール」を中西圭三から楽曲提供され、埼玉県越谷市のPRソングとして歌われた。

- 2011年～、ラジオ福島、新潟放送、山梨放送、熊本放送、静岡放送など14曲ネットのラジオ番組「妻吹俊哉の生まれ変わる朝」のレギュラーとして、パーソナリティーをつとめる。

- 2012年～、山口放送、福井放送の「妻吹俊哉のおすすめ歌謡曲」レギュラー。

- 2015年12月、初の歌謡曲系楽曲「荒唐無稽」（作詞：相田毅、作曲：合田道人）発売。

- 2016年6月、テレビ東京系の人気番組『金曜7時のコンサート』に初出演。そのドキュメンタリータッチな震災による体験記が多くの人々の心を打ち、「生まれ変わる朝」が発売5年目にして再度注目される。

## 現在の出演
- 妻吹俊哉の生まれ変わる朝（ラジオ福島ほか14局ネット、レギュラー）

- 妻吹俊哉のおすすめ歌謡曲（山口放送ほか2局ネット）

- 金曜7時のコンサート（テレビ東京）出演（2017年6月17日放送分ほか）

- 徳光和夫の名曲にっぽん

参考文献：よみうり（2011年6月6日）日本歌手協会会報「うたごえ」、歌謡祭プログラム
カラオケファン、みんなの歌謡曲、歌の手帖　　ほか